# Lotus loweanus
Lotus loweanus är en ärtväxtart som beskrevs av Philip Barker Webb och Sabin Berthelot. Lotus loweanus ingår i släktet käringtänder, och familjen ärtväxter. Inga underarter finns listade i Catalogue of Life.